# Francisco Liaño
Francisco Liaño Fernández, dit Paco Liaño (né le 16 novembre 1964 à Santander en Cantabrie), est un joueur de football espagnol, qui évoluait au poste de gardien de but.

## Biographie
Liaño commence sa carrière au Racing Santander, club de sa ville natale, où il fait ses débuts professionnels le 9 septembre 1984. Il passe six saisons à Santander mais ne joue que 21 matchs de championnat, n'étant pas le premier choix, en concurrence avec Pedro Alba et José María Ceballos. Il quitte Santander en 1990 pour rejoindre Sestao. Lors de sa seule saison au club, il remporte la version de Segunda División du Trophée Zamora, ce qui l'aide pour son transfert au Deportivo, club de la Liga.
Deportivo fait signer Liaño en tant que remplaçant de Juan Canales, qui souffre d'une blessure majeure lors de la saison 1991-92, où Liaño joue les dix premiers matchs de la saison. Mais Liaño se blesse également, et est relégué en tant que troisième choix. Canales redevient le gardien numéro un, avant de se blesser à nouveau lors de la saison 1992–93, ce qui offre à Liaño une seconde chance de s'imposer dans le onze titulaire. Liaño parvient enfin à s'imposer, remporte son premier Trophée Zamora en 1993 et aide le Deportivo à se qualifier pour la première fois de son histoire à une coupe d'Europe. Lors de la saison suivante, il ne concède que 18 buts en 38 matchs, un record en Liga et remporte son second Zamora, mais le Deportivo ne finit que second derrière le FC Barcelone à la différence de buts.
Liaño manque trois mois de la saison 1994–95 à cause d'une blessure, mais fait partie de l'effectif qui remporte la Copa del Rey, premier trophée de l'histoire du club. John Toshack est le nouvel entraîneur du Deportivo et réinstalle Canales comme premier choix pour la saison 1995–96, avant de réinstaller Liaño.
Mais malgré les arrivées de Petr Kouba et de Jacques Songo'o à l'été 1996, Liaño rejoint Sporting Gijón et passe les deux dernières saisons de sa carrière à Gijón, bien qu'il ne joue que deux matchs en Liga, étant gardien numéro deux derrière Juan Carlos Ablanedo.